# Lyantonde
Lyantonde – miasto w Ugandzie, stolica dystryktu Lyantonde.